# پرتوساخت

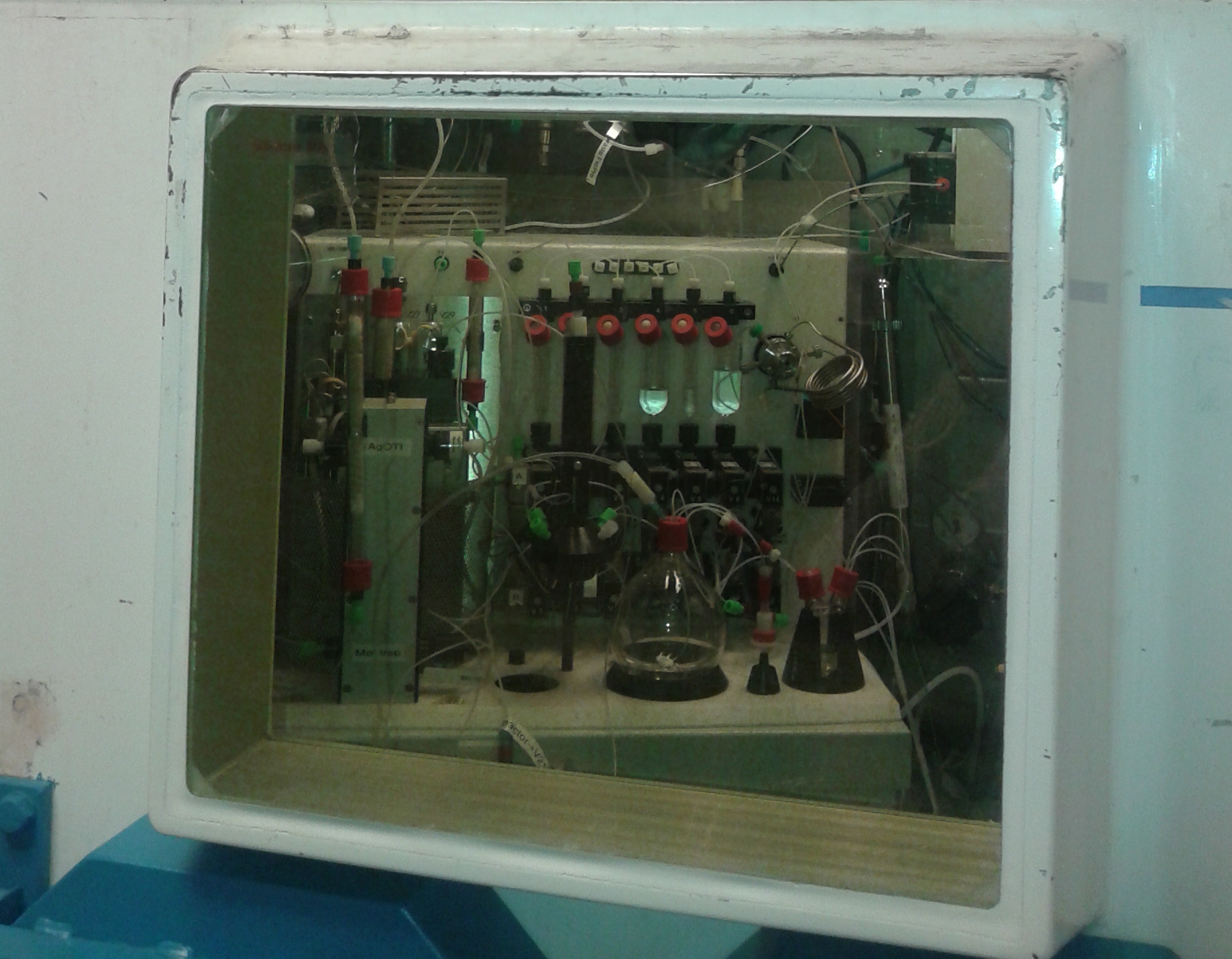
یک نمونه دستگاه رابط پرتوساخت (سنتز شیمیایی ترکیبات پرتوزا) که دارای بخش‌های مختلف است.

پرتوساخت یا رادیوسنتز (به انگلیسی: Radiosynthesis) یک روش سنتز تمام خودکار شیمیایی است که در آن ترکیبات پرتوزا (رادیواکتیو) تولید می‌شوند. پرتوساخت در یک سلول داغ که توسط سرب حفاظت شده است و با کنترل از طریق یک رایانه به صورت خودکار یا نیمه‌خودکار انجام می‌شود. 